# Ga văn phòng Gangdong-gu
Ga Văn phòng Gangdong-gu (Tiếng Hàn: 강동구청역, Hanja: 江東區廳驛) là ga tàu điện ngầm trên Tàu điện ngầm Seoul tuyến 8 nằm ở ranh giới Seongnae-dong, Gangdong-gu và Pungnap-dong, Songpa-gu, Seoul. Văn phòng Gangdong-gu ở gần đó.

## Lịch sử
- 2 tháng 7 năm 1999: Việc kinh doanh bắt đầu với việc khai trương đoạn Jamsil ~ Amsa của Tàu điện ngầm Seoul tuyến 8.

## Bố trí ga
| Cheonho ↑         |
| \| N/B            |
| ↓ Mongchontoseong |

| Hướng Bắc | ● Tuyến 8 | ← Hướng đi Cheonho · Amsa · Guri · Byeollae        |
| Hướng Nam | ● Tuyến 8 | → Hướng đi Jamsil · Chợ Garak · Bokjeong · Moran → |

## Xung quanh nhà ga
| Lối ra \| 나가는 곳 \| Exit \| 出口 | Lối ra \| 나가는 곳 \| Exit \| 出口 |
| ----------------------------------- | --- |
| 1                                   | Seongnae 2-dong Hướng tới ngã tư Cheonho Trung tâm an ninh Seongnae |
| 2                                   | Văn phòng Gangdong-gu · Sở cảnh sát Gangdong Hội đồng Gangdong-gu Trung tâm Y tế Công cộng Gangdong-gu · Trạm cứu hỏa Gangdong Trung tâm cộng đồng Seongnae 1-dong · Khu vực Seongnae Văn phòng công trình nước Gangdong Trường tiểu học Seongnae |
| 3                                   | Seongnae 1-dong Hướng tới Gangdong-daero Liên đoàn Hợp tác xã Nông nghiệp Quốc gia Công viên Olympic |
| 4                                   | Trung tâm cộng đồng Pungnap 2-dong · Pungnap 2-dong Văn phòng thuế Jamsil · Văn phòng thuế Songpa Khu vực Pungnap Trung tâm y tế Asan Seoul Làng Anh Seoul Geukdong APT · Ssangyong APT Jamsil Rio APT                                            |
| 5                                   | Pungnap 1-dong Trường trung học cơ sở và trung học nữ sinh Yeongpa Trường tiểu học Pungnap · Trường tiểu học Toseong Pháo đài Pungnaptoseong và Công viên văn hóa Pungnap Baekje Huyndai APT Hướng tới ngã tư Cheonho                             |

## Hình ảnh

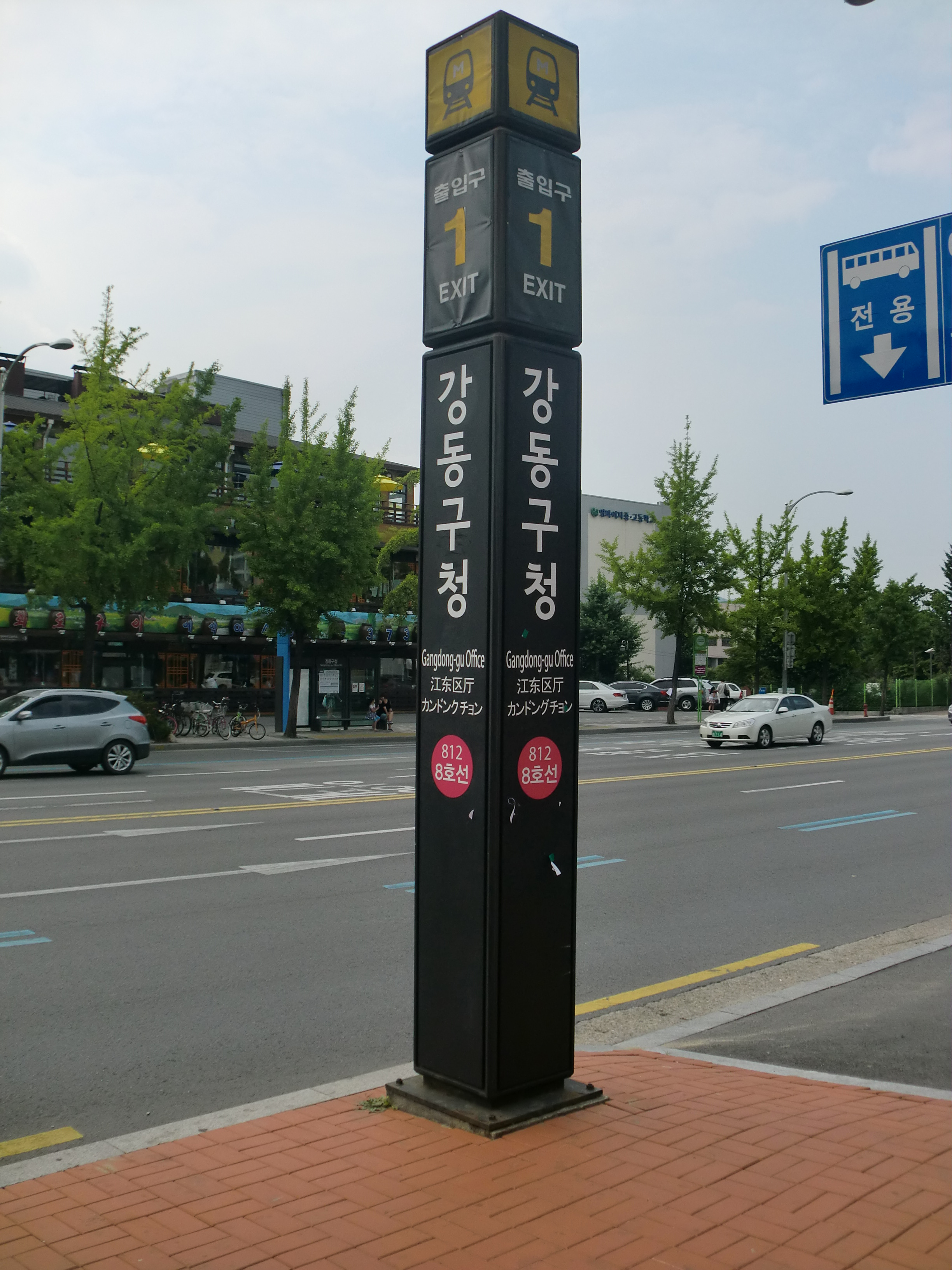
Bảng tên nhà ga bên ngoài Lối ra 1
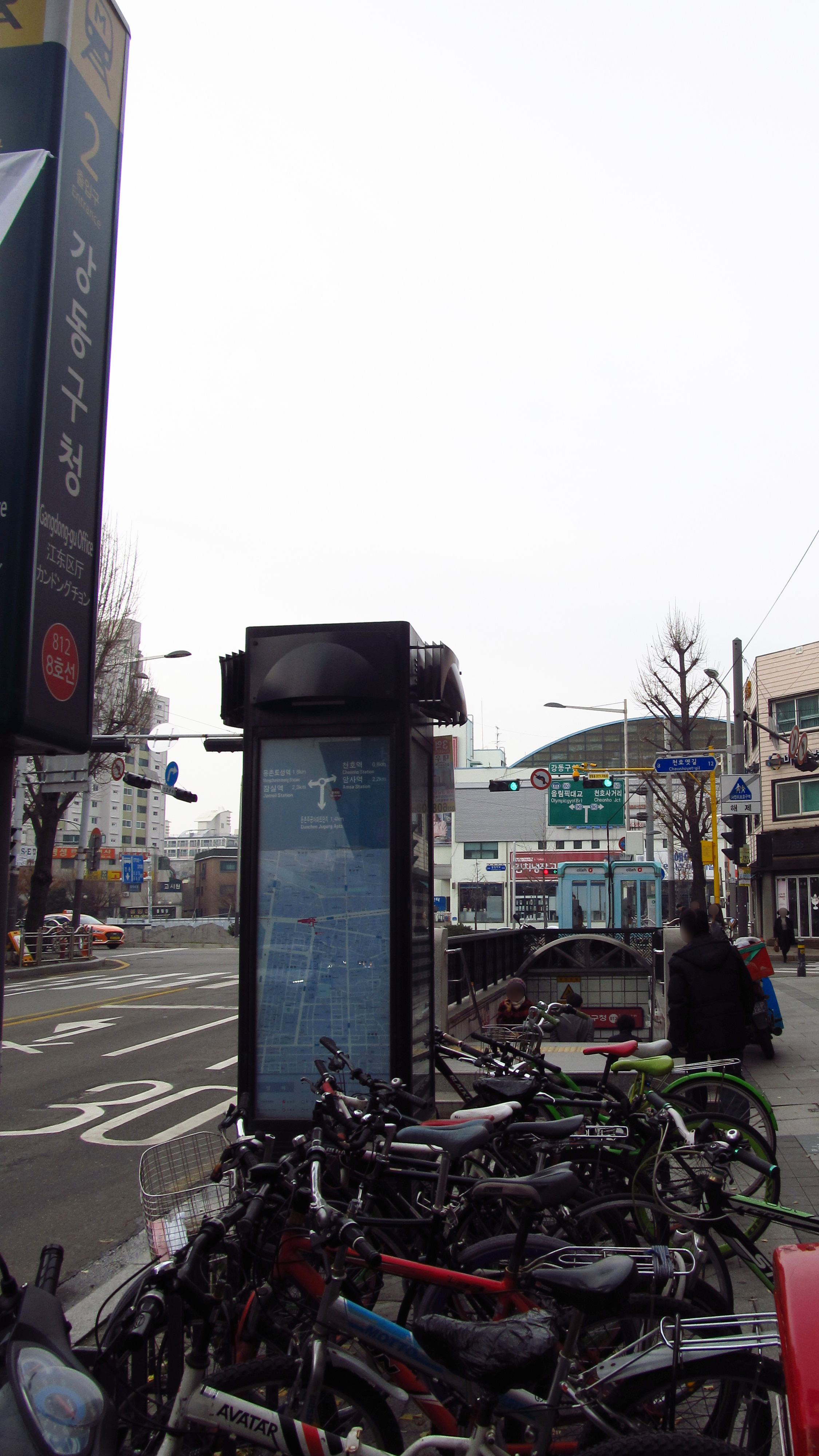
Lối ra 2
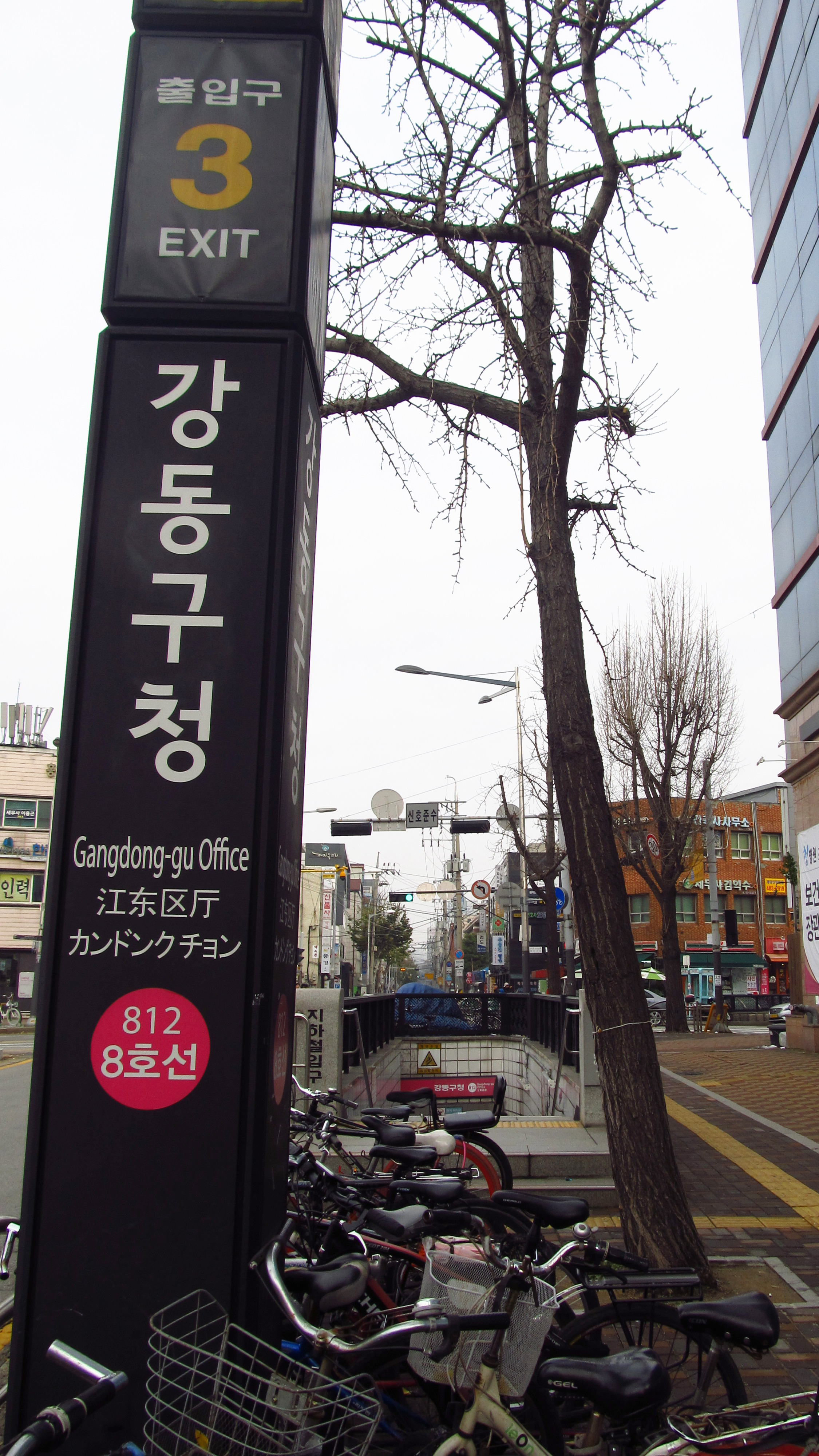
Lối ra 3
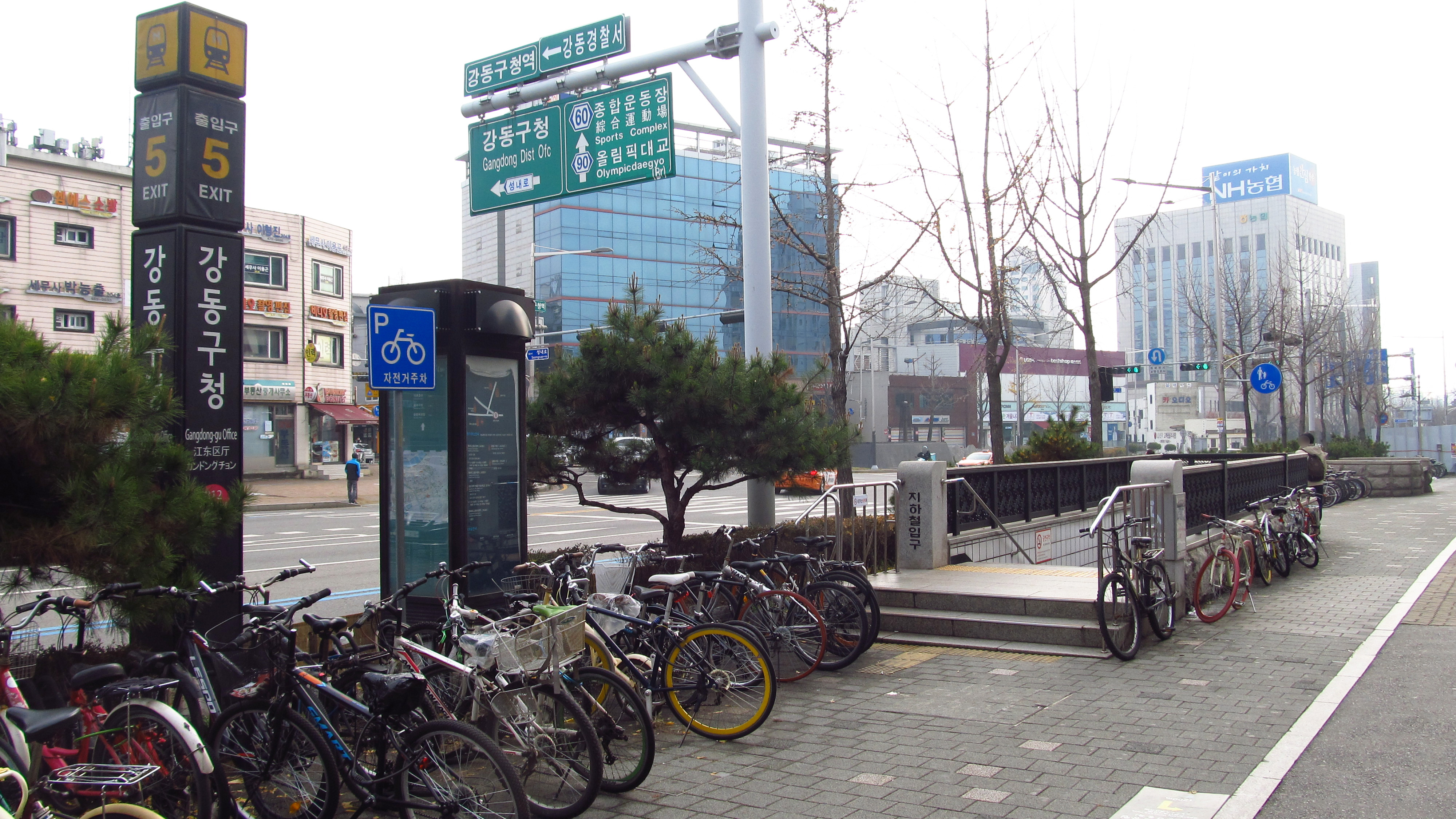
Lối ra 5